# Большой свод законодательства США

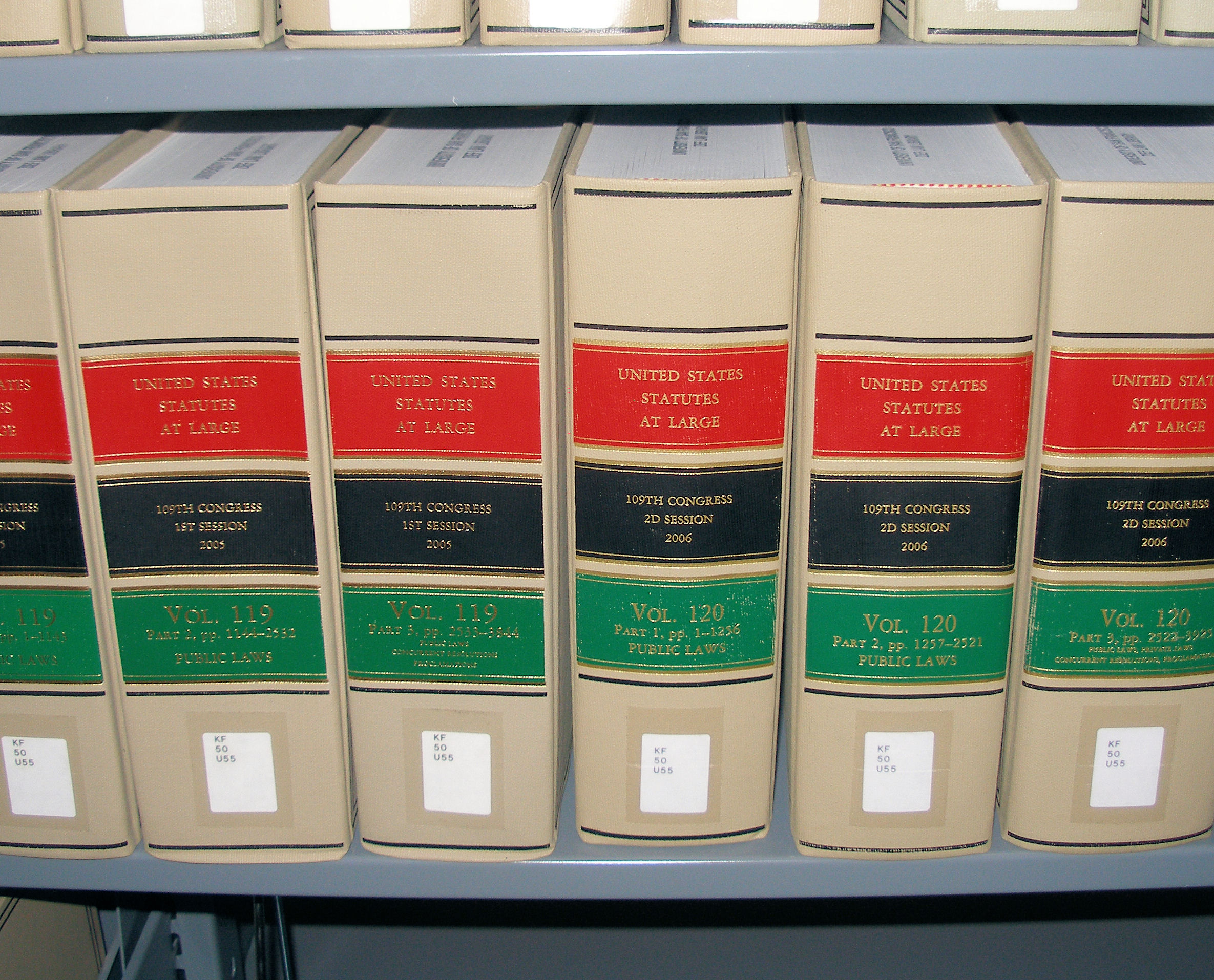
Большой свод законодательства Соединённых Штатов

Большой свод законодательства Соединённых Штатов (англ. United States Statutes at Large, более известный как Большой свод, англ. Statutes at Large, сокращ. Stat.) — официальный источник американского законодательства, принятого Конгрессом США.
Все принятые законы после подписания Президентом США вносятся Архивистом США в Большой свод в хронологическом порядке. Поскольку поиск по Большому своду крайне затруднителен, в 1926 г. был принят и с тех пор регулярно обновляется Кодекс Соединённых Штатов, в котором федеральное законодательство сгруппировано по тематике, а утратившие силу или изменённые нормы исключены или приведены в соответствие с последними действующими законами. Тем не менее, официальным источником права считается именно Большой свод, тем более, что практика показывает небезупречность Кодекса, который может игнорировать отдельные нормы.